# Roy Webb
Roy Webb (New York, 3 ottobre 1888 – Santa Monica, 10 dicembre 1982) è stato un compositore statunitense di colonne sonore cinematografiche.
Compose più di 300 colonne sonore per film. Ottenne sette candidature per l'Oscar alla migliore colonna sonora. Il suo nome appare in almeno quattro film con la qualifica di scenografo.

## Premi Oscar Miglior Colonna Sonora

### Candidature
- Dolce inganno (Quality Street), regia di George Stevens (1938)
- Le mie due mogli (My Favorite Wife), regia di Garson Kanin (1941)
- Ho sposato una strega (I Married a Witch), regia di René Clair (1943)
- L'ora del destino (Joan of Paris), regia di Robert Stevenson (1943)
- Il passo del carnefice (The Fallen Sparrow), regia di Richard Wallace (1944)
- I conquistatori dei sette mari (The Fighting Seabees), regia di Edward Ludwig (1945)
- Il villino incantato (The Enchanted Cottage), regia di John Cromwell (1946)

## Filmografia parziale
- Rio Rita, regia di Luther Reed - orchestrazione (1929)
- Le sette chiavi (Seven Keys to Baldpate), regia di Reginald Barker  - musiche (1929)
- Francesina (Alias French Gertie), regia di George Archainbaud (1930)
- Sogno d'estate (The Right to Romance), regia di Alfred Santell (1933)
- We're Rich Again, regia di William A. Seiter (1934)
- La forza dell'amore (The Bride Walks Out), regia di Leigh Jason - musica di repertorio (1936)
- L'aratro e le stelle (The Plough and the Stars), regia di John Ford (1936)
- Il re dei pellirosse (The Last of the Mohicans), regia di George B. Seitz (1936)
- Adorazione (The Woman I Love), regia di Anatole Litvak (1937)
- The Life of the Party, regia di William A. Seiter (1937)
- Una donna vivace (Vivacious Lady), regia di George Stevens (1938)
- Double Danger, regia di Lew Landers - musica di repertorio (1938)
- Situazione imbarazzante  (Bachelor Mother), regia di Garson Kanin (1939)
- Un grande amore (Love Affair), regia di Leo McCarey (1939)
- Le mie due mogli (My Favorite Wife), regia di Garson Kanin (1940)
- Lo sconosciuto del terzo piano (Stranger on the Third Floor), regia di Boris Ingster (1940)
- Dedizione (The Big Street), regia di Irving Reis (1942)
- Hitler's Children, regia di Edward Dmytryk e, non accreditato, Irving Reis (1943)
- The Ghost Ship, regia di Mark Robson (1943)
- La settima vittima (The Seventh Victim), regia di Mark Robson - musiche originali (1943)
- Romanzo del West (Tall in the Saddle), regia di Edwin L. Marin (1944)
- Il giardino delle streghe (Curse of the Cat People), regia di Gunther Von Fritsch e Robert Wise (1944)
- Le sorprese dell'amore (Bride By Mistake), regia di Richard Wallace (1944)
- Il coraggio delle due (Two O'Clock Courage), regia di Anthony Mann (1945)
- Il segreto del medaglione (The Locket), regia di John Brahm (1946)
- Sinbad il marinaio (Sinbad the Sailor), regia di Richard Wallace (1947)
- Riff-Raff - L'avventuriero di Panama (Riff Raff), regia di Ted Tetzlaff (1947)
- Il vagabondo della foresta (Rachel and the Stranger), regia di Norman Foster (1948)
- I figli dei moschettieri (At Sword's Point), regia di Lewis Allen (1952)
- Androclo e il leone (Androcles and the Lion), regia di Chester Erskine (1952)
- Seduzione mortale (Angel Face), regia di Otto Preminger (1953)
- La belva (Track of the Cat), regia di William A. Wellman (1954)
- Il tesoro sommerso (Underwater!), regia di John Sturges (1955)
- 10 in amore (Teacher's Pet), regia di George Seaton (1958)